# 7.5釐米 Pak 39炮
7.5厘米Pak39(L/48)（德語：7.5 cm Panzerjägerkanone 39），是一款德國於第二次世界大战期間所使用的反坦克火炮。該火炮於1942年1月開始裝備於四號驅逐戰車和追獵者式驅逐戰車等驅逐戰車。

## 設計
PaK 39反戰車炮没有生產可拖曳版本。Pak 39炮，本火炮為48倍徑，使用电子打火发射，並安裝有一个半自动上膛的機構，如果使用在四號驅逐戰車，則裝有炮口制退器，但如果是使用在追獵者驅逐戰車上，則會將炮口制退器移除。它能夠在1000公尺外擊毀大多數盟軍坦克，是相當強大的一門火砲。它使用和四號坦克上7.5厘米KwK40戰車炮一樣的75x495R彈藥，以及7.5釐米突击戰車用突擊炮彈藥。Pak39在西元1943年開始由莱茵金属公司塞茨沃克有限公司分別於翁特爾呂斯和巴特克罗伊茨纳赫進行生產。主要类型的弹药的使用是：風帽被帽穿甲彈、高爆彈（德語：Sprenggranatpatrone37）或反戰車高爆彈（德語：。

PaK 39炮曾被想過要使用在德國相當有名的E系坦克計畫中，並對付敵方的重型戰車。曾預計要安裝在E-5型、E10"追獵者型"（注意：此處所指的追獵者式與俗稱追獵者式的Jagdpanzer 38(t)驅逐戰車不同）、E-25型，以及其計劃衍生型：PaK 39/1炮，原計畫安裝於Jagdpanzer 38 (t)"Starr"型，不過都只存在於圖紙計畫。
隨著第三帝國的戰敗，捷克將該型火炮納為己用，並稱為ST-I，而瑞士軍隊所使用的追獵者式名稱則為：G13自走反戰車炮（Jagdpanzer G-13），其上的PaK 39炮則裝有炮口制退器。

## 技术数据
資料來源：
- 火炮全名：德語：
- 类型：反坦克炮
- 口径：7.5 厘米（2.95英吋）
- 彈藥:75×495 mm. R
- 炮管长度：48倍径（3615 毫米；11 英尺10.3英吋）
- 炮口初速：750 米/秒（Panzergranate39穿甲彈）
- 重量：1235公斤
- 炮管壽命：5000-7000發
- 主要弹药：
  - 穿甲彈－德語：Panzergranatpatrone39(Pzgr.Patr.39)
  - 高爆彈－德語：Sprenggranatpatrone37(Sprgr.Patr.37)
  - 反戰車高爆彈－德語：Granatpatrone39HL(Gr.Patr.39HL)

## 穿甲能力
- 使用AP（Panzergranatpatrone39（Pzgr.Patr.39））彈射擊30°傾斜裝甲。[1]

| 穿甲能力        | 穿甲能力         |
| --------------- | ---------------- |
| 距離（公尺,米） | 穿甲厚度（毫米） |
| 100m            | 110mm            |
| 500m            | 101mm            |
| 1000m           | 91mm             |
| 2000m           | 74mm             |